# Coatepec Harinas (kommun)
Coatepec Harinas är en kommun i Mexiko. Den ligger i södra delen av delstaten Mexiko och cirka 130 km sydväst om huvudstaden Mexico City. Den administrativa huvudorten i kommunen är Coatepec Harinas, med 6 950 invånare år 2010. 
Coatepec Harinas hade sammanlagt 36 174 invånare vid folkräkningen 2010 och kommunens area är 282,36 kvadratkilometer. Coatepec Harinas tillhör regionen med samma namn.
Kommunpresient sedan 2016 är Óscar Domínguez Mercado från Partido Revolucionario Institucional (PRI).

## Orter
De fem största samhällena i Coatepec Harinas var enligt följande vid folkräkningen 2010.
1. Coatepec Harinas, 6 950 invånare.
2. Acuitlapilco, 1 723 invånare.
3. Primera de Analco, 1 551 invånare.
4. Llano Grande, 1 258 invånare.
5. Chiltepec de Hidalgo, 1 191 invånare.